# 山崎 (掛川市)
山崎（やまざき）は、静岡県掛川市にある大字。

## 地理

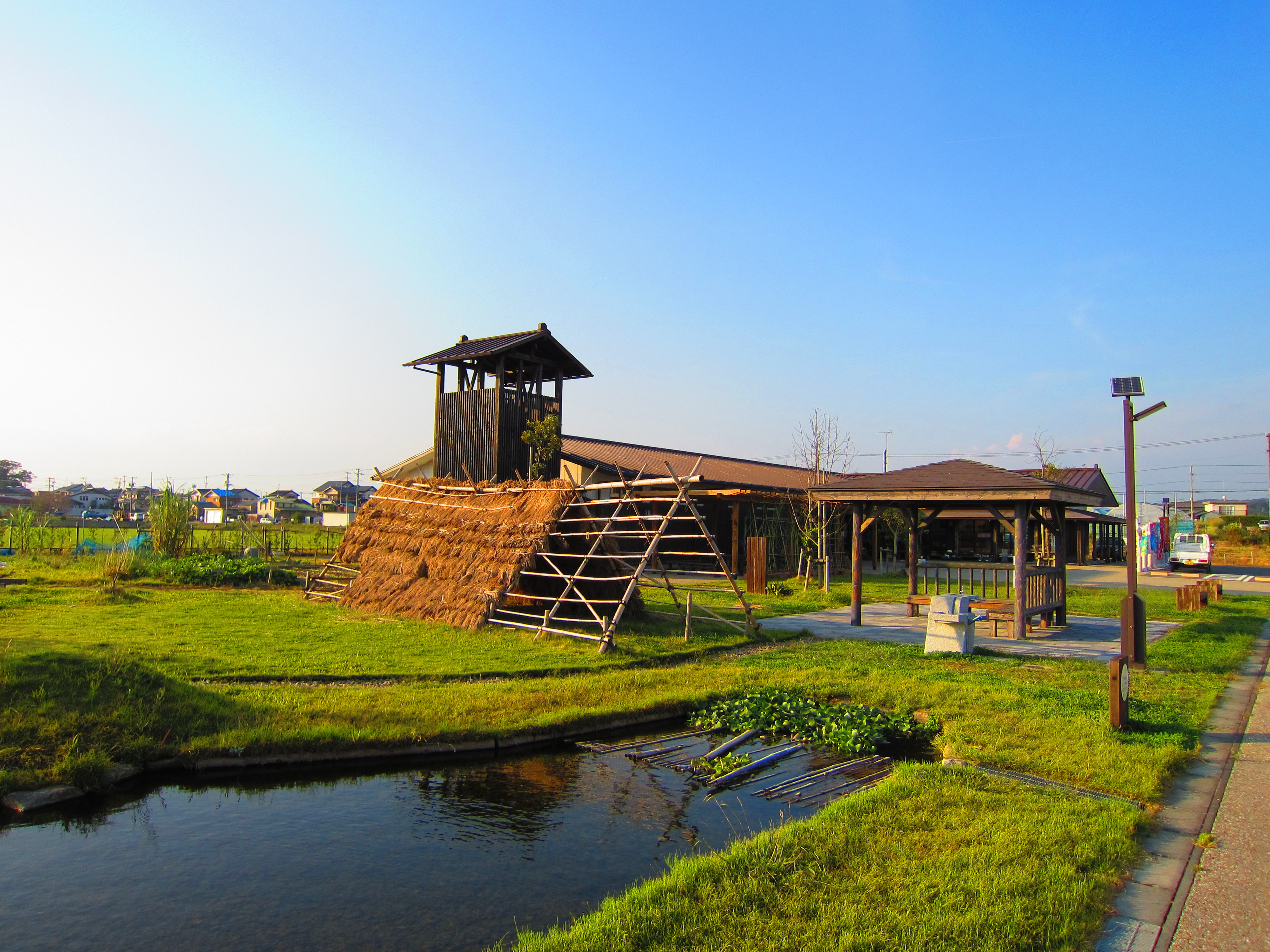
遠州南部とうもんの里総合案内所

静岡県掛川市の南部に位置する。合併前の旧大須賀町においては北西部に位置していた。北東から南西に向けて細長い形状の大字である。小笠山の山麓に位置しており、ほぼ全域が山林に覆われている。南西には僅かに平地があり、田畑が広がるとともに人家、商店などが点在している。北から南に向かって大須賀新川が流れており、南西には三沢川が流れている。南端を弁財天川が流れており、三沢川が合流している。
大字としての住所表記では「山崎」と表記されるが、集落としては「石津」、「横砂」、「小谷田」、「清ヶ谷」、「本谷」に大別される。掛川市の自治区としては、それぞれの集落ごとに石津区、横砂区、小谷田区、清ヶ谷区、本谷区を形成している。
山崎は掛川市の大字であるがであるが、掛川市に隣接する袋井市にも大字として「山崎」が存在する。これは旧山崎村の村域が掛川市と袋井市に分かれたためである。旧山崎村のうち、かつての清ヶ谷村と石津村と小谷田新田は掛川市となっており、かつての三輪村と三沢新田は袋井市となっている。

### 山岳
- 小笠山

### 河川
- 弁財天川
- 大須賀新川
- 三沢川

## 歴史
掛川市の大字である山崎には、もともとは自然村である清ヶ谷村が置かれていた。その後、清ヶ谷村から石津村が分離独立した。内山真龍の『遠江国風土記伝』によれば、当時の石高は清ヶ谷村が207石8斗6升4合、石津村が129石2斗8升9合であったとされる。また、清ヶ谷村については王子権現社の神田が5石とされている。さらに江戸時代末期になると、清ヶ谷村から小谷田新田が分離独立した。この清ヶ谷村の村域、石津村の村域、および、小谷田新田の領域が、のちの掛川市の大字である山崎に該当する。清ヶ谷村と石津村と小谷田新田は、1873年（明治6年）に三輪村、および、三沢新田と合併することになり、新たに山崎村が発足した。
その後、町村制の施行に伴い、山崎村の大部分は岡崎村と合併することになり、笠原村が発足した。一方、山崎村の一部は横須賀町、西大淵村、沖之須村と合併することになり、大須賀村が発足した。1914年（大正3年）に大須賀村が町制施行・改称して横須賀町となった。さらに1956年（昭和31年）には横須賀町と大淵村が合併して大須賀町が発足した。同年、笠原村の一部が大須賀町に、笠原村の残部が袋井町にそれぞれ分割編入された。その際に笠原村の大字である山崎の領域は、その一部が大須賀町に編入され、その一部は袋井町に編入された。1958年（昭和33年）には袋井町が市制施行して袋井市となった。その後、大須賀町は掛川市や大東町と合併することになり、2005年（平成17年）に新たな掛川市が発足した。その結果、旧山崎村のうち、かつての清ヶ谷村と石津村と小谷田新田は掛川市となっており、かつての三輪村と三沢新田は袋井市となっている。そのため、掛川市の大字として山崎が存在するのに対して、袋井市の大字としても山崎が存在する。

### 沿革
- 1871年 - 城東郡が静岡県に移管。
- 1871年 - 城東郡が浜松県に移管。

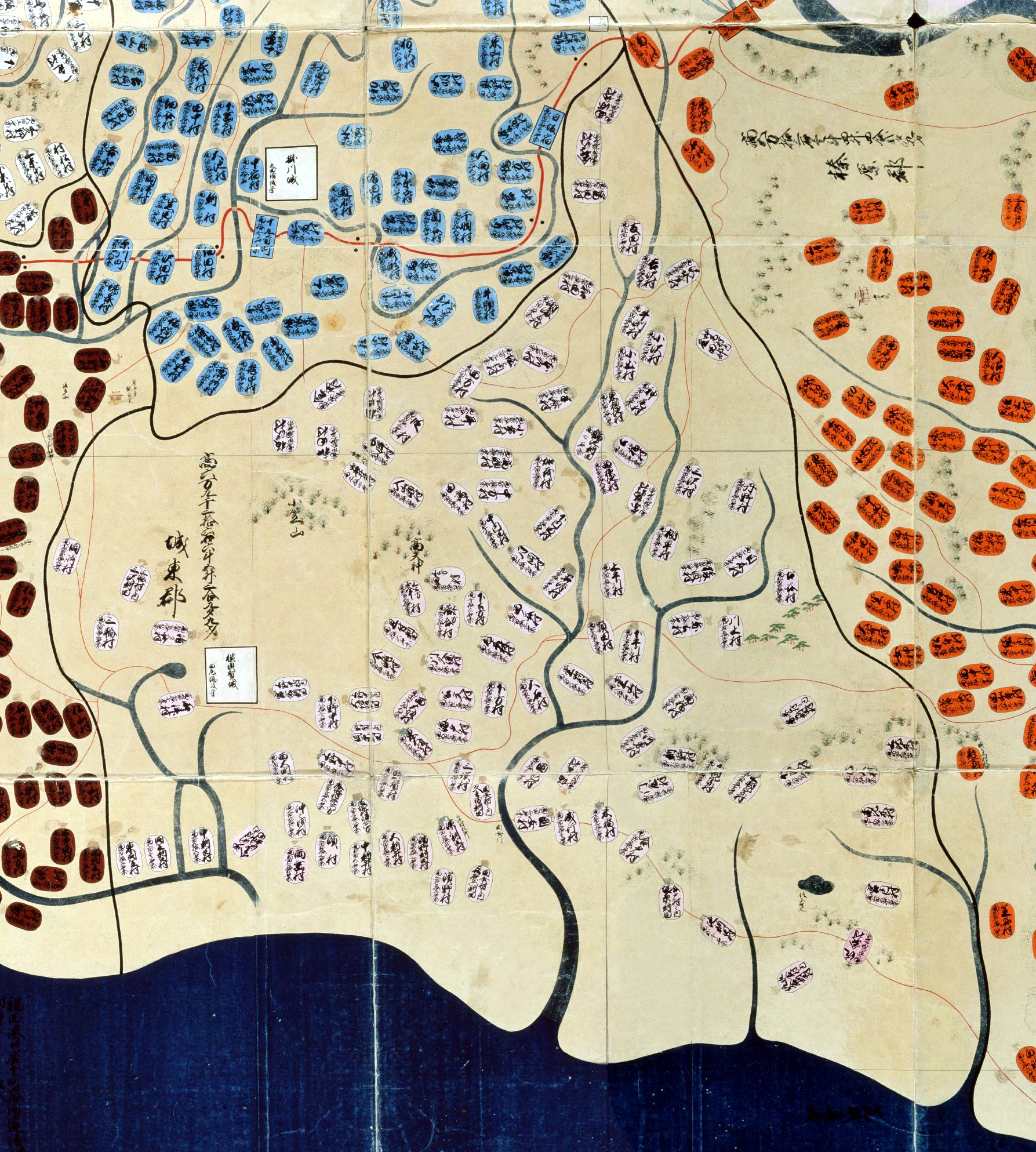
江戸時代に描かれた「遠江國」（『天保國繪圖』天保9年）。城東郡の村は薄桃色で示されており「清ヶ谷村」、「石津村」がみえる

- 1873年 - 浜松県城東郡清ヶ谷村、三輪村、三沢新田、石津村、小谷田新田が合併して山崎村を設置。
- 1876年 - 城東郡が静岡県に移管。
- 1889年 - 静岡県城東郡横須賀町、西大淵村、沖之須村、山崎村の一部が合併して大須賀村を設置。岡崎村、山崎村の大部分が合併して笠原村を設置。
- 1896年 - 静岡県佐野郡、城東郡が合併して小笠郡を設置。
- 1914年 - 静岡県小笠郡大須賀村が町制施行して横須賀町を設置。
- 1956年 - 静岡県小笠郡横須賀町、大淵村が合併して大須賀町を設置。
- 1956年 - 静岡県小笠郡笠原村を分割し、大須賀町が笠原村の一部を編入、磐田郡袋井町が笠原村の残部を編入。
- 2005年 - 静岡県掛川市、小笠郡大東町、大須賀町が合併して掛川市を設置。

## 世帯数と人口
2024年（令和6年）11月末日現在の世帯数と人口は以下の通りである。
| 大字 | 世帯数  | 人口  |
| ---- | ------- | ----- |
| 山崎 | 234世帯 | 641人 |

## 事業所
2021年（令和3年）現在の事業所数と従業員数は以下の通りである。
| 大字 | 事業所数 | 従業員数 |
| ---- | -------- | -------- |
| 山崎 | 16事業所 | 207人    |

## 小・中学校の学区
公立小・中学校に通う場合、学区は以下の通りとなる。
| 自治区   | 小学校               | 中学校               |
| -------- | -------------------- | -------------------- |
| 石津区   | 掛川市立横須賀小学校 | 掛川市立大須賀中学校 |
| 横砂区   | 掛川市立横須賀小学校 | 掛川市立大須賀中学校 |
| 小谷田区 | 掛川市立横須賀小学校 | 掛川市立大須賀中学校 |
| 清ヶ谷区 | 掛川市立横須賀小学校 | 掛川市立大須賀中学校 |
| 本谷区   | 掛川市立横須賀小学校 | 掛川市立大須賀中学校 |

## 施設

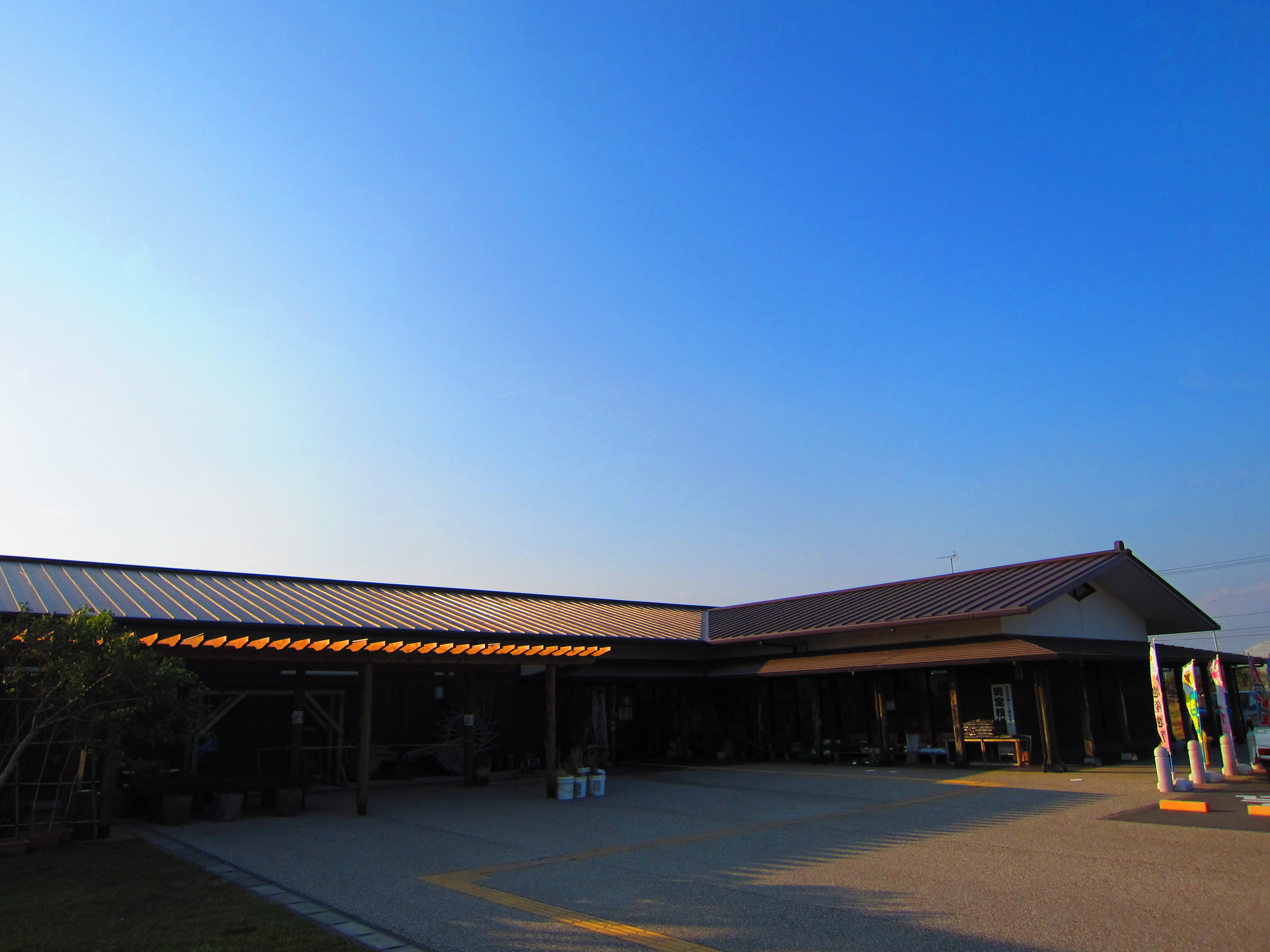
遠州南部とうもんの里総合案内所

- 山崎農村環境改善センター[17]
- 本谷公民館[7]
- 石津公会堂
- 横砂公会堂[4]
- 小谷田公会堂[5]
- 清ヶ谷公会堂[6]
- 掛川市消防団大須賀第二分団[18]
- 遠州南部とうもんの里総合案内所
- 王子神社[19]
- 八幡神社[20]
- 猿田彦神社[21]
- 撰要寺[22]
- 磐田化学工業株式会社大須賀工場[23]

## 史跡
- 横須賀城[24]

## その他

### 郵便
- 郵便番号：437-1305[2]（集配局：大須賀郵便局）

### 警察
警察の管轄区域は以下の通りである。
| 番地 | 警察署     | 交番・駐在所 |
| ---- | ---------- | ------------ |
| 全域 | 掛川警察署 | 大須賀交番   |

### 消防
消防の管轄区域は以下の通りである。
| 番地 | 消防署・分署 | 消防団分団     |
| ---- | ------------ | -------------- |
| 全域 | 南消防署     | 大須賀第二分団 |

### 註釈
1. ↑  今日では「遠江国風土記伝」と表記するのが一般的であるが、1900年に発行された『逺江國風圡記傳』では「逺江國風圡記傳」との表記を用いているため、同書に関する出典表記はそれに倣った。